# Tubero

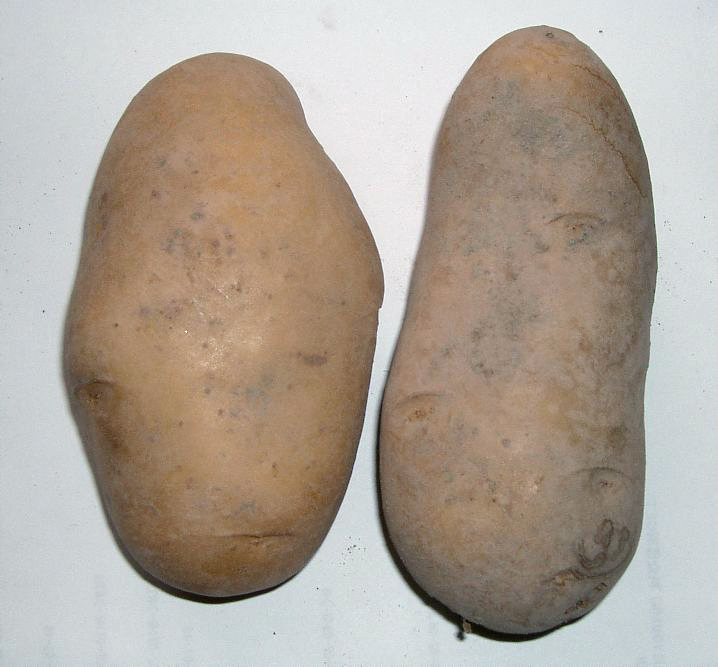
Tuberi di patata (Solanum tuberosum).

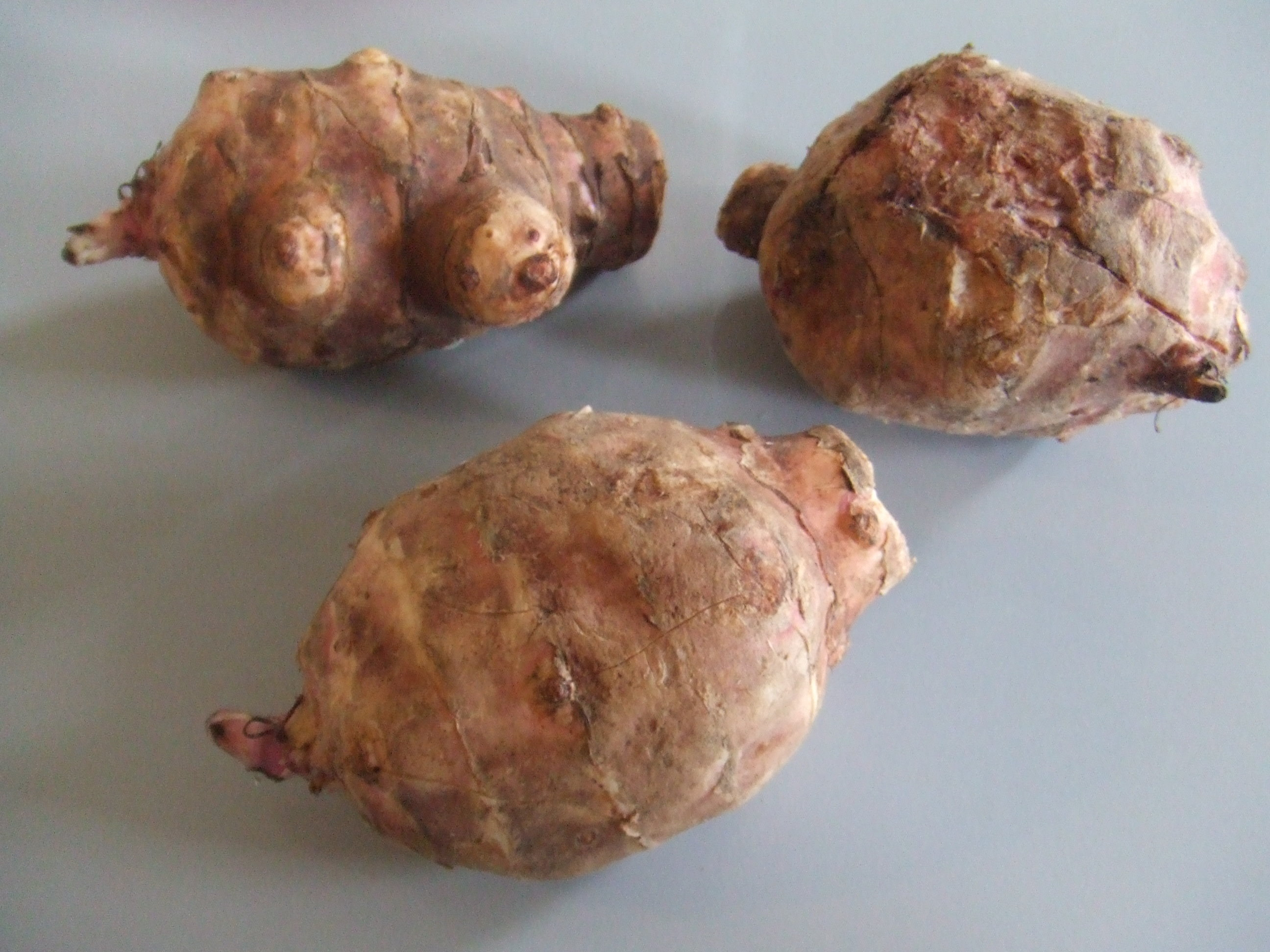
Tuberi di topinambur (Helianthus tuberosus).

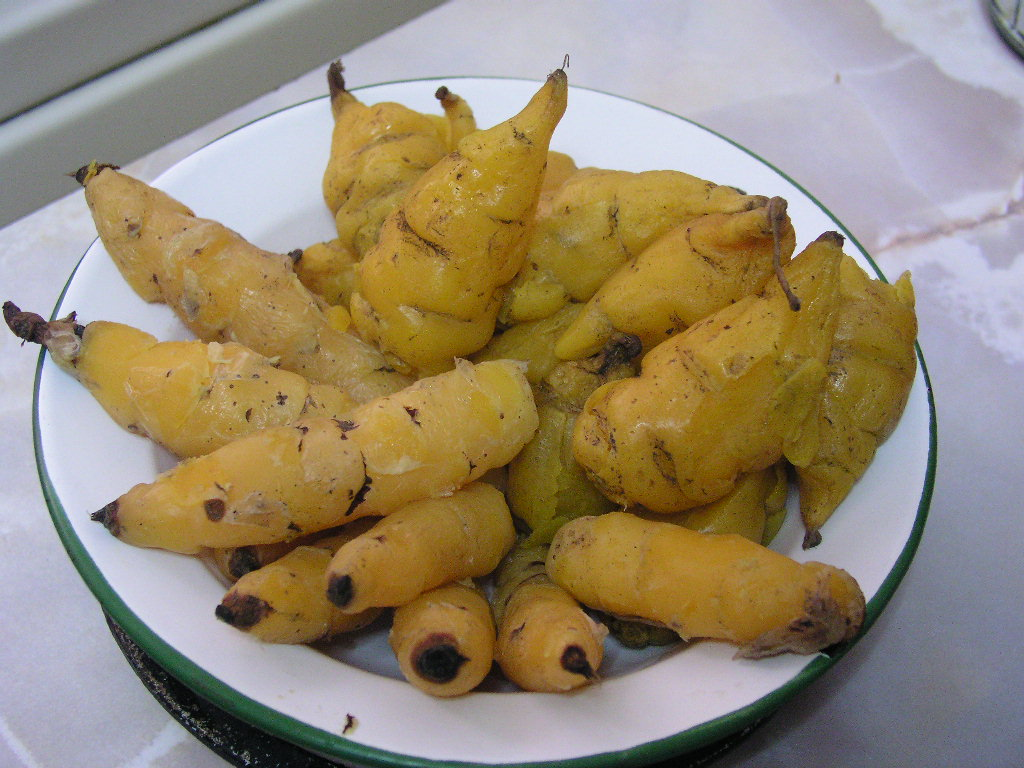
Tuberi di oca (Oxalis tuberosa) e mashua (Tropaeolum tuberosum) cotti.

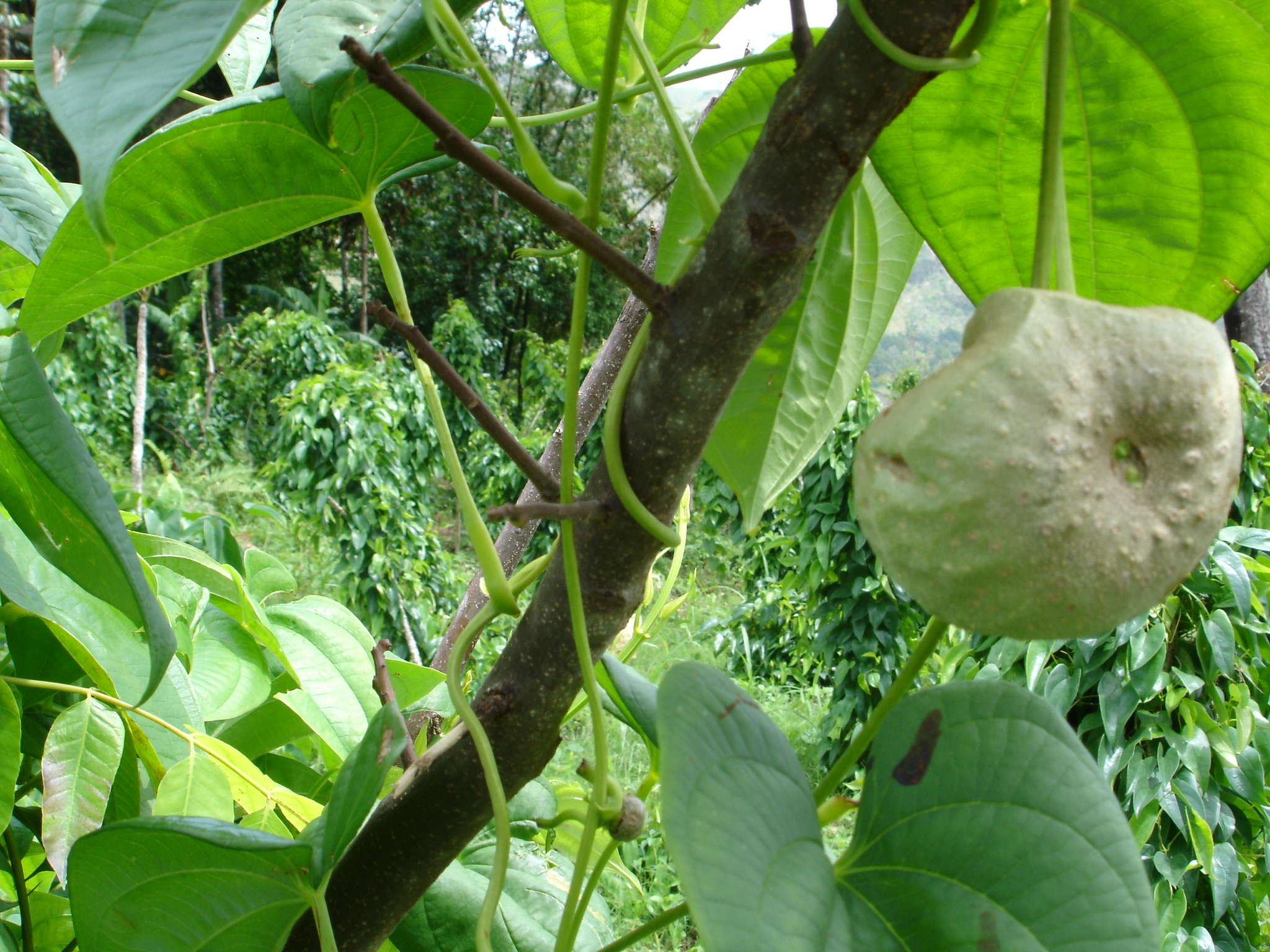
Tuberi aerei di Dioscorea bulbifera.

Il tubero è la struttura ingrossata di una pianta che assume un aspetto globoso/ovale più o meno allungato la cui funzione di organo è quella di accumulare sostanze di riserva.

## Caratteristiche
Il principale scopo dei tuberi è quello di organo in cui vengono accumulate sostanze di riserva glucidiche (amido, inulina, ecc.) che servono ad assicurare la sopravvivenza della pianta durante l'inverno.
La presenza, sulla loro superficie, di gemme ausiliarie (dette "occhi") che possono svilupparsi in un nuovo individuo, fa sì che questi organi assumano un ruolo importante anche nella moltiplicazione vegetativa (o propagazione clonale) della pianta che li produce.
Per la proprietà altamente nutrizionale delle sostanze in essi contenute, i tuberi hanno assunto un ruolo molto importante nell'alimentazione dell'uomo e degli animali.
I tuberi possono essere sotterranei (ipogeo) come in Solanum tuberosum (patata), Helianthus tuberosus (topinambur), Oxalis tuberosa (oca), Tropaeolum tuberosum (mashua), ma anche aerei (epigeo) come in Dioscorea bulbifera. Si distinguono diversi tipi di tubero in funzione di quale parte della pianta è ingrossata.

## Radici tuberose
Non bisogna confondere i tuberi con le "radici tuberose" o rizotuberi, come ad esempio quelle delle piante del genere Dahlia, delle patate dolci (Ipomoea batatas) o della manioca (Manihot esculenta), che sono tutte assimilabili a delle radici laterali ingrossate.